# Narosodes fasciata
Narosodes fasciata là một loài bướm đêm thuộc phân họ Arctiinae, họ Erebidae.